# Dinoponera hispida
Dinoponera hispida  (лат.) — один из самых крупных в мире видов муравьёв из подсемейства понерины (Ponerinae, Dinoponera). Найден только в Южной Америке (Бразилия). Длина около 3 см. Чёрные, гладкие и блестящие. Всё тело покрыто короткими полуотстоящими или отстоящими щетинками. Жвалы удлинённые с 7 зубцами (один базальный и 6 апикальных)
.